# Kopalnia Złota Aurelia w Złotoryi
Kopalnia Złota "Aurelia" w Złotoryi – nieczynna kopalnia złota, położona na Pogórzu Kaczawskim na zboczach Góry Świętego Mikołaja (220 m n.p.m.), w granicach administracyjnych Złotoryi. Obiekt jest udostępniany przez Złotoryjski Ośrodek Kultury i Rekreacji.
Kopalnia powstała w 1660 roku jako ok. 100-metrowa sztolnia, wydrążona celem poszukiwania rud miedzi. W trakcie eksploatacji wydobyto nieznaczne ilości miedzi oraz srebra; o skali wydobycia złota brak jest informacji. Ostatecznie sztolnia została zamknięta w związku z nieopłacalnością wydobycia.
Dla ruchu turystycznego kopalnia została udostępniona w 1973 roku. Podczas jej penetracji w 1998 odkryto 28-metrowy pionowy szyb, nazwany "Szybem Karola", natomiast w 2000 roku – boczne odgałęzienia od sztolni. Nazwa kopalni została nadana w latach 90. XX wieku dla celów turystycznych (nawiązuje do łacińskiej nazwy złota – aurum oraz nazwy Złotoryi z XIII wieku – Mons Aurum).

Istnieją podania, iż sztolnia miałaby być połączona podziemnymi korytarzami z kościołem św. Mikołaja, położonym ponad kopalnią. Korytarzy tych nigdy jednak nie odnaleziono.
Kopalnia jest obiektem sezonowym czynnym od maja do końca września, od środy do niedzieli. Natomiast do początku października do 20 grudnia zwiedzania odbywa się po uprzedniej rezerwacji. Wstęp jest płatny. W pobliżu wejścia do kopalni znajduje się parking z infrastrukturą oraz niecka do rekreacyjnego płukania złota (dojazd ul. Stromą). Natomiast zbiory, związane z wydobyciem kruszcu znajdują się w tutejszym Muzeum Złota (ul. Zaułek 2).